# Gärdet (Kungsbacka)
Gärdet is een plaats in de Zweedse gemeente Kungsbacka in de provincie Hallands län en het landschap Halland. De plaats heeft 66 inwoners (2005) en een oppervlakte van 17 hectare. Gärdet wordt omringd door zowel landbouwgrond als bos. De stad Kungsbacka ligt op zo'n tien kilometer afstand van het dorp.